# Хавери
Хавери (англ. Haveri) — город в индийском штате Карнатака. Административный центр округа Хавери. Средняя высота над уровнем моря — 571 метр. По данным всеиндийской переписи 2001 года, в городе проживало 55 913 человек, из которых мужчины составляли 51 %, женщины — соответственно 49 %. Уровень грамотности взрослого населения составлял 70 % (при общеиндийском показателе 59,5 %). Уровень грамотности среди мужчин составлял 76 %, среди женщин — 64 %. 13 % населения было моложе 6 лет.